# Porfirogenet

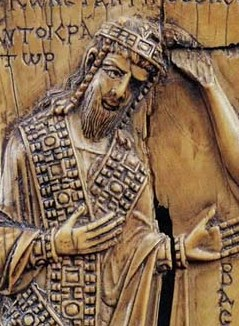
Împăratul Constantin al VII-lea Porfirogenetul, fildeș sculptat, 945

Porfirogenet, respectiv porfirogenetă a fost un titlu onorific în Imperiul Bizantin dat unui fiu, respectiv unei fiice, născuți după ce tatăl lor devenise împărat. Titlul era un mijloc de a-și întări legitimitatea la tron, succesiunea împăraților bizantini nefiind reglementată de vreo lege.
Expresia vine din limba greacă, Πορφυρογέννητος (porfiroghénetos = născut în purpură), latinizat Porphyrogenitus, respectiv Πορφυρογέννητη (porfiroghénète = născută în purpură), latinizat Porphyrogenita.

## Etimologie

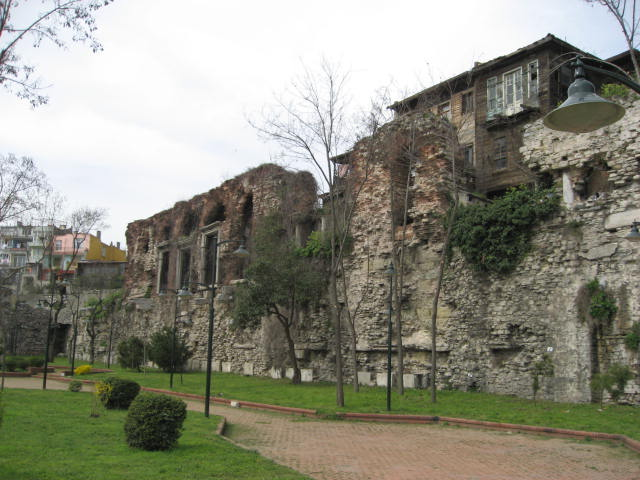
Ruinele Palatului Boukoleon în 2008

Bizantinii înșiși au atribuit expresia fie faptului că copilul s-a născut din părinți purtând purpura imperială, fie că copilul s-a născut în camera de porfir din complexul Marelui Palat din Constantinopol, cameră în care nășteau împărătesele domnitoare. Purpura imperială (sau tiriană), un colorant pentru pânză, era rară și scumpă, ca urmare era rezervată prin obicei și lege uzului imperial.
Camera „Porphyra”, așa cum a descris-o porfirogeneta din secolul al XII-lea Ana Comnena, „amenajată cu mult timp în urmă pentru nașterea unei împărătese”, era
„[...] de forma unui pătrat, de jos până la baza acoperișului, de unde se termina în piramidă, și are vederea spre mare, către port, în locul unde se află boii și leii de piatră; pe jos este pardosită cu marmură și pereții sunt și ei acoperiți; nu este o marmură obișnuită, nici măcar costisitoare, și nici nu e rară, ci din cea pe care vechii împărați o aduceau de la Roma. Această marmură, ca să spunem totul, are în întregime culoarea purpurie, împestrițată cu puncte albe cât firul de nisip. Din cauza marmurei, cred, străbunii noștri au numit această sală «Porphira».”
„Locul unde se află boii și leii de piatră” era Palatul Boukoleon⁠(d).

## Născut în purpură
În Evul Mediu expresia „născut în purpură” a desemnat o categorie de membri ai familiilor regale născuți în timpul domniei părintelui lor. Această noțiune a fost extinsă ulterior la copiii născuți din părinți proeminenți sau de rang înalt. Părinții trebuiau să fie proeminenți în momentul nașterii copilului, astfel încât copilul să fie mereu în centrul atenției și destinat să aibă un rol proeminent în viață. Un copil născut înainte ca părinții să devină proeminenți nu ar fi fost „născut în purpură”.

## Porfirogenitură
Porfirogenitura este un sistem de succesiune politică care favorizează drepturile fiilor născuți după ce tatăl lor a devenit rege sau împărat, față de frații mai mari născuți înainte de ascensiunea tatălui lor la tron.
Conceptul de „porfirogenet” a fost cunoscut încă din secolul al VI-lea în legătură cu ideile de legitimitate ereditară, dar prima utilizare sigură a cuvântului este din 846. Termenul a devenit comun în secolul al X-lea, în special în legătură cu împăratul Constantin al VII-lea Porfirogenetul (care a domnit între 913–959), iar utilizarea sa a continuat până în perioada Paleologilor. Constantin al VII-lea a descris ceremoniile care au avut loc în timpul nașterii unui băiat porfirogenet în lucrarea sa De Ceremoniis aulae byzantinae.

## Diplomație
În diplomația imperială, o mireasă porfirogenetă era uneori trimisă pentru a pecetlui o înțelegere, sau o prințesă străină s-ar fi dus la Constantinopol pentru a se căsători cu un porfirogenet. De exemplu, Liutprand de Cremona a vizitat Constantinopolul în anul 968 într-o misiune diplomatică, trimis de Otto I pentru a peți o mireasă porfirogenetă pentru prințul care avea să devină Otto al II-lea, misiune în care a eșuat. Ulterior, în 971, s-a căzut de acord ca mireasa să fie Theophanu, care însă nu era porfirogenetă.